# (16730) Nijisseiki
(16730) Nijisseiki est un astéroïde de la ceinture principale.

## Description
(16730) Nijisseiki est un astéroïde de la ceinture principale. Il fut découvert le 17 avril 1996 à Saji par l'observatoire de Saji. Il présente une orbite caractérisée par un demi-grand axe de 2,36 UA, une excentricité de 0,22 et une inclinaison de 1,6° par rapport à l'écliptique.

## Compléments